# Переяславец, Мария Владимировна
Мария Владимировна Переяславец (род. 19 ноября 1964 года, Москва, РСФСР, СССР) — российский художник, академик Российской академии художеств (2021).

## Биография
Родилась 19 ноября 1964 года в Москве.
В 1983 году — окончила Московский художественный институт имени В. И. Сурикова, мастерская профессора Т. Т. Салахова.
С 1991 года — член Московского союза художников, с 2013 года — член Союза художников России.
В 2012 году — избрана членом-корреспондентом, в 2021 году — академиком Российской академии художеств от Отделения живописи.

### Семья
- Отец — советский и российский живописец, педагог, художник Студии военных художников имени М. Б. Грекова с 1950 года Владимир Иванович Переяславец (1918—2018)
- Брат — скульптор, народный художник РФ, лауреат Государственной премии РСФСР, академик РАХ Михаил Владимирович Переяславец (1949—2020)

## Творческая деятельность
Участник всесоюзных, республиканских, московских и международных художественных выставок с 1985 года.
Произведения представлены в российских и зарубежных собраниях.

### Основные произведения
- «Портрет актрисы немого кино Веры Холодной» (1988)
- «Барский дом в Ивановском»(2015—2016)
- «В старом доме на галдарейке» (2004—2007)
- «Лопухи» (2004)
- «С днем рождения, Ксения!» (2004)
- «Ромул и Рем. Марсова волчица» (2008)
- «Портрет отца» (2017)
- «Центр Андалусии в Гаване» (2019)
- «Бульвар Прадо» (2019)
- «Семейство» (2020)

## Награды
- Благодарность министра культуры Российской Федерации «За большой вклад в развитие культуры, многолетнюю плодотворную работу» (2019)